# Piscina
|  | Per a altres significats, vegeu «Piscina (Torí)». |

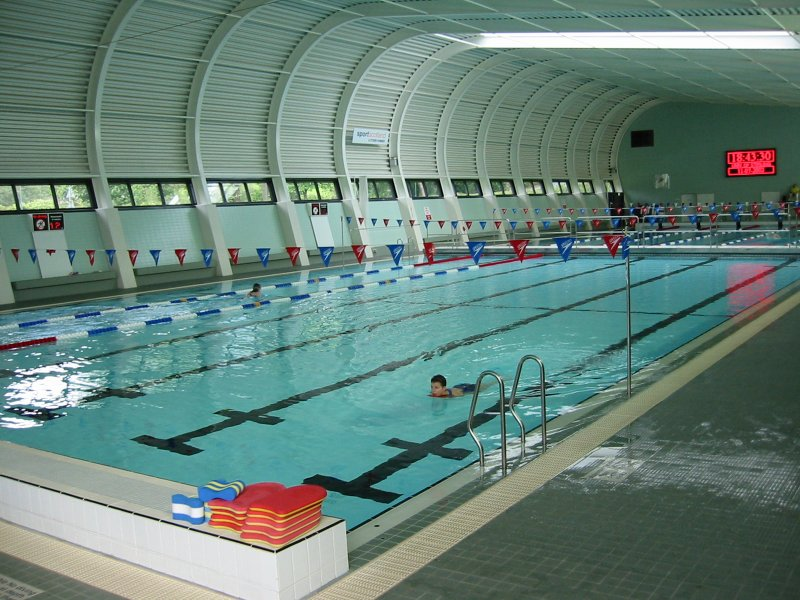
Piscina a la Universitat de Stirling

Una piscina és una construcció artificial destinada a nedar o practicar-hi esports relacionats amb l'aigua. Les dimensions d'aquesta poden ser molt variables: la més gran és la mida olímpica, de 50 metres. Pot estar formada per diferents elements: metalls, plàstics o formigó. La paraula piscina prové del llatí i originalment s'utilitzava per designar pous per peixos d'aigua dolça o salada.
Actualment les piscines han experimentat un canvi tecnològic significatiu, sobretot en la depuració. S'utilitzen derivats del clor per a mantenir-les netes, i es controla el seu pH i en algunes ocasions inclòs la temperatura (vegeu la secció «Elements per la cura» per a més informació).

## Història

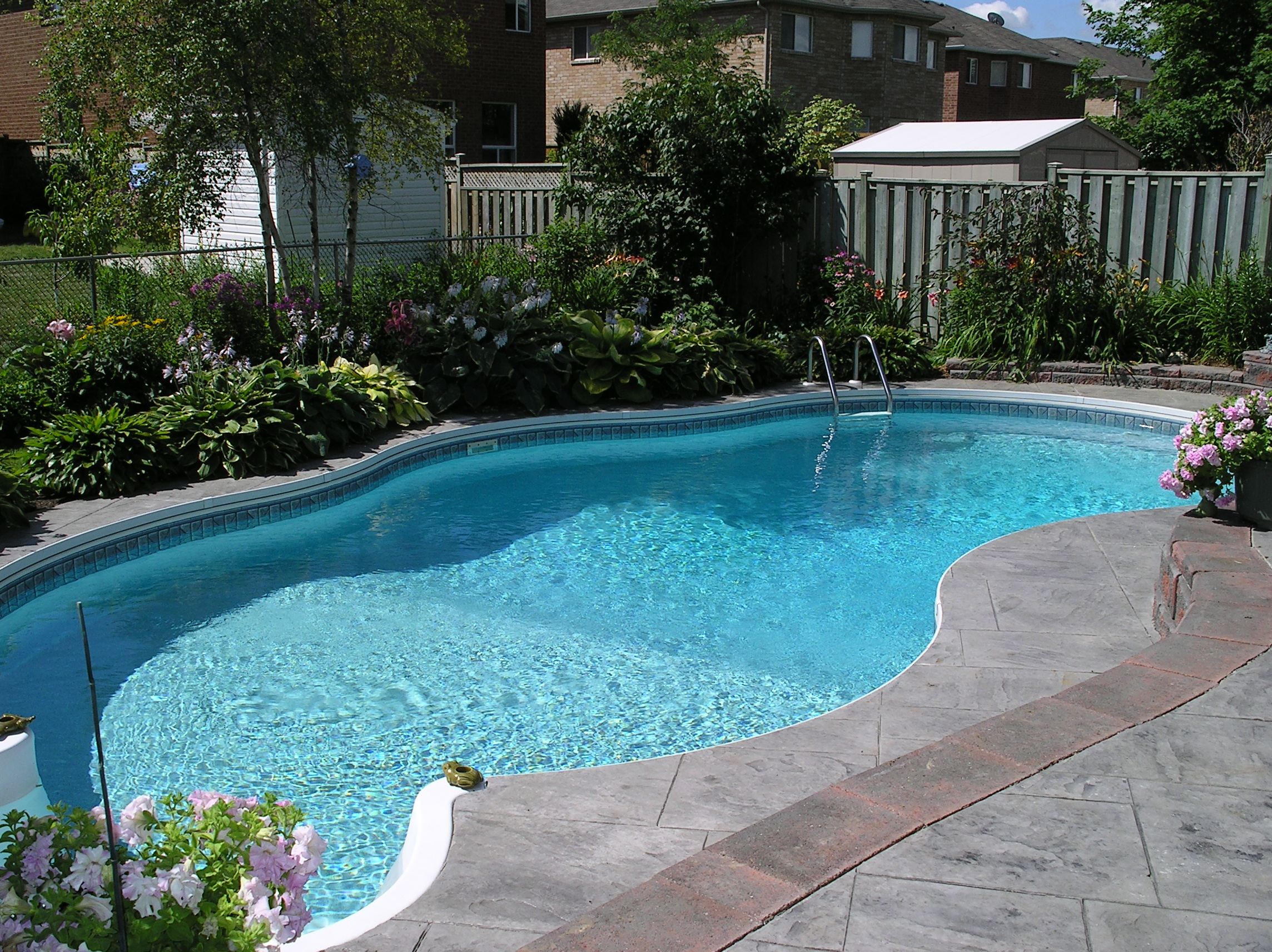
Una piscina.

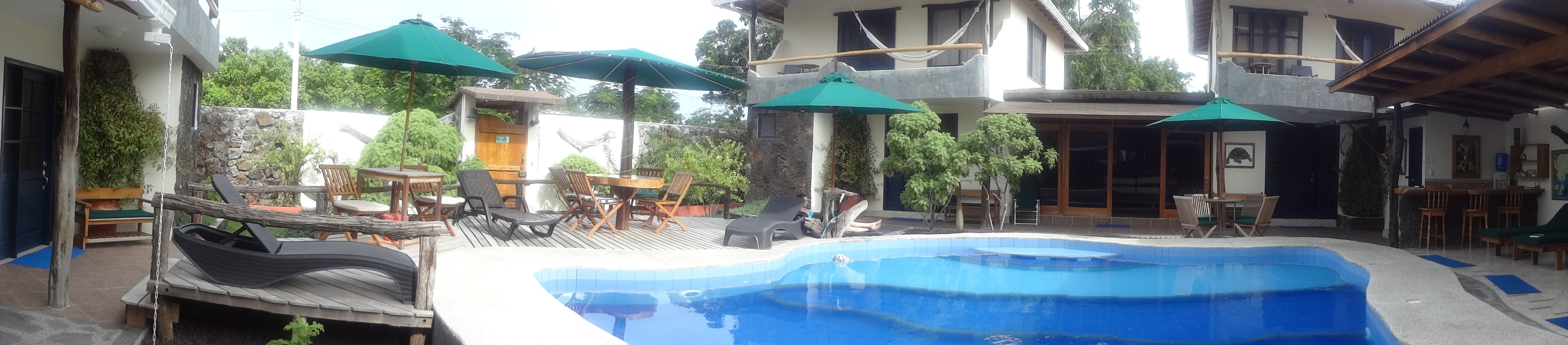
Panorama, Piscina (Galapagos Cottages) Santa Cruz, Puerto Ayora, illes Galápagos.

Hi ha una llarga tradició de construccions artificials dedicades al bany, entre les quals destaquen els nombrosos jaciments de termes romanes, com els trobats a la ciutat anglesa de Bath, a la qual donen nom.

## Construcció
Així mateix, existeixen diverses modalitats, com les fixes, les portàtils i les desmuntables. I de diferents materials, com acer inoxidable, polièster, de formigó armat, recobertes de mosaic, etc.

## Dimensions de piscines esportives
Dins de l'àmbit esportiu podem diferenciar tres grans tipus de piscines:
- Piscina de 50 metres, o piscina olímpica, denominada així per ser la piscina oficial dels Jocs Olímpics.
- Piscina de 25 metres, o piscina curta.
- Piscina de salts, de menors dimensions.

Els seus usos esportius són molt variats, utilitzant-se en el camp de la natació, el waterpolo, la natació sincronitzada o els salts acrobàtics.

## Manteniment i higiene
Per mantenir neta i en condicions normals una piscina, es necessiten els paràmetres següents:

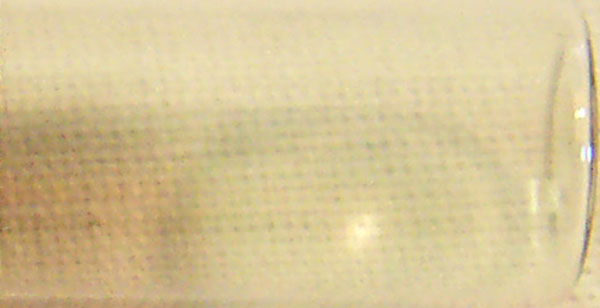
El clor és un element bàsic per a la cura de la piscina.

| Paràmetres normals         | Paràmetres normals             | Paràmetres normals |
| -------------------------- | ------------------------------ | --- |
| Percentatge de clor lliure | 1,5 - 2,0 mg/L (1,5 - 2,0 ppm) | Es pot afegir directament, o produir-se mitjançant hidròlisi de sals.                                                                                         |
| Salinitat                  | 4 g/L (4 kg/m³)                | De tant en tant, es pot ser necessària l'aportació de sal. |
| pH                         | 7,2 - 7,6 (ideal 7,2 - 7,4)    | Pot reduir-se mitjançant l'addició d'àcid, i augmentar-se mitjançant l'addició d'una base (pH +), així com l'hidrogencarbonat de sodi, amb la fórmula NaHCO₃. |
| Alcalinitat total          | 8 - 15 °F (80 - 150 ppm)       | Una alcalinitat elevada pot produir un nivell de pH inestable.                                                                                                |
| Duresa                     | < 40 °F (<400 ppm)             | Per reduir la duresa de l'aigua, es realitza un procés de descarbonatització, mitjançant l'addició de carbonat de sodi.                                       |

## Riscos per a la salut
Tant elements químics com patògens poden trobar-se a les piscines d'aigua tractada. Entre els patògens més coneguts es troben Cryptosporidium i Legionella pneumophila.